# Mindörökké nyár
A Mindörökké nyár (eredeti cím: Summer Camp) 2024-ben bemutatott amerikai filmvígjáték, amelyet Castille Landon írt és rendezett. A főbb szerepekben Diane Keaton, Kathy Bates, Alfre Woodard, Beverly D’Angelo és Nicole Richie láthatók.
Amerikában 2024. március 31-én, Magyarországon pedig 2024. augusztus 8-án mutatták be a mozikban.

## Cselekmény
Nora, Ginny és Mary gyerekkoruk óta közeli barátnők, és a nyári vakációkat is kivétel nélkül együtt töltötték, trióként jártak ottalvós táborba. Ahogy öregedtek, a közös időtöltés lehetőségei egyre csökkentek, így amikor lehetőség adódik egy nyári tábori találkozóra, mindannyian elfogadják azt, bár eltérő lelkesedéssel.

## Szereplők
| Szereplő     | Színész                         | Magyar hang     |
| ------------ | ------------------------------- | --------------- |
| Nora         | Diane Keaton                    | Bánsági Ildikó  |
| Nora         | Taylor Madeline Hand (fiatalon) | Koller Virág    |
| Ginny Moon   | Kathy Bates                     | Molnár Piroska  |
| Ginny Moon   | Kensington Tallman (fiatalon)   | Engel-Iván Lili |
| Mary         | Alfre Woodard                   | Kocsis Mariann  |
| Mary         | Audrianna Lico (fiatalon)       | Tanka Natália   |
| Stevie D     | Eugene Levy                     | Rosta Sándor    |
| Tommy        | Dennis Haysbert                 | Barbinek Péter  |
| Jane         | Beverly D’Angelo                | Básti Juli      |
| Sage         | Nicole Richie                   | Bozó Andrea     |
| Jimmy        | Josh Peck                       | Szemenyei János |
| Betsy Sodaro | Vick Cockburn                   | Kokas Piroska   |
| Mike         | Tom Wright                      | Sztarenki Pál   |
| Evelyn       | Victoria Rowell                 | Fon Gabi        |
| Judy         | Maria Howell                    | Simorjay Emese  |
| Brian        | Raymond Santiago                | Sánta László    |
| Frankie      | Arielle Kebbel                  |                 |

### Magyar változat
- Főcím: Egressy G. Tamás
- Magyar szöveg: Tóth Tamás
- Hangmérnök: Illés Gergely
- Vágó: Kajdácsi Brigitta
- Gyártásvezető: Hódos Edina
- Szinkronrendező: Nikas Dániel
- Produkciós vezető: Hagen Péter

A szinkront a Mafilm Audio Kft. készítette.

## A film készítése
2023 februárjában a Deadline arról számolt be, hogy Diane Keaton, Kathy Bates és Alfre Woodard leszerződtek a Mindörökké nyár című vígjátékra, amelyet Castille Landon rendezett és írt. A következő hónapban Eugene Levy is csatlakozott a filmhez. 2023 áprilisában Beverly D’Angelo, Dennis Haysbert, Nicole Richie, Josh Peck, Betsy Sodaro és Tom Wright is csatlakozott a szereplőgárdához.
A forgatás 2023 áprilisában kezdődött Észak-Karolinában, és május végén fejeződött be. A forgatás elsősorban a Pinnacle táborban és a Hendersonville-i Blue Ridge Community College-ban zajlott. Dori Rath producer több mint 200 nyári tábort kutatott fel az Egyesült Államokban az ország "összesen mintegy 14 500 nyári táborából", mielőtt a Pinnacle-t választotta. További forgatási helyszínek voltak a Wingate University, a Nantahala Outdoor Center és az UNC Health Pardee.